# Ana María Castañeda
Pour les articles homonymes, voir Castañeda.
Ana María Castañeda Gómez, née à Sincelejo le 27 décembre 1984, est une femme politique colombienne, sénatrice de la République de la Colombie depuis 2018. 

## Biographie
Née à Sincelejo en 1984, elle est la fille d'Horace Castañeda Rosales et de María Adelaida Gómez de la Espirella. Elle a étudié l'administration des entreprises à la Corporation Universitaire du Caribe, institution au sein de laquelle elle s'esrt aussi spécialisée en gérance Publique. Elle a obtenu un post-grade en gouvernement et gestion publique territoriale de l'université Javeriana.
Elle a représenté le département de Sucre dans le Concours National de Beauté de 2005, auquel[style à revoir]elle a été classée troisième princesse. Elle a été nommée gestionnaire sociale de la Mairie de Sincelejo entre 2012 et 2015, puis elle a dirigé la structuration[Quoi ?] de la politique publique pour les enfants, jeunes et adolescents de Sincelejo. Elle a été amphitryonne des Fêtes du 20 janvier à Sincelejo et reine centrale et conseillère des festivités entre 2008 et 2011.
Aux élections de 2018, à l'âge de 33 ans, elle est élue sénatrice pour le parti Changement radical avec 55 792 votes.
Au Sénat, elle fait partie de la Commission VI, qu'elle préside entre 2018 et 2019. Elle est une des principales partisanes de la loi qui établit la parité de genre de 50 %, obligatoire dans les listes électorales.
Elle est l'épouse de l'avocat et homme politique Mario Fernández Alcocer.[réf. nécessaire]